# Жълтокоремен цветояд
Жълтокоремният цветояд (Dicaeum melanoxanthum) е вид птица от семейство Dicaeidae.

## Разпространение
Видът е разпространен в Бангладеш, Бутан, Китай, Индия, Лаос, Мианмар, Непал, Тайланд и Виетнам.